# Högshultasjön, Småland
Högshultasjön är en sjö i Gislaveds kommun i Småland och ingår i Nissans huvudavrinningsområde. Sjön är 3 meter djup, har en yta på 0,561 kvadratkilometer och är belägen 125,1 meter över havet. Vid provfiske har bland annat abborre, braxen, gädda och karpfisk (obestämd) fångats i sjön.

## Delavrinningsområde
Högshultasjön ingår i det delavrinningsområde (633098-133964) som SMHI kallar för Mynnar i Kilan. Avrinningsområdets medelhöjd är 135 meter över havet och ytan är 15,91 kvadratkilometer. Det finns inga delavrinningsområden uppströms utan avrinningsområdet är högsta punkten. Flinterydsbäcken som avvattnar avrinningsområdet har biflödesordning 3, vilket innebär att vattnet flödar genom totalt 3 vattendrag innan det når havet efter 63 kilometer. Delavrinningsområdet består mestadels av skog (76 procent). Avrinningsområdet har 1,04 kvadratkilometer vattenytor vilket ger det en sjöprocent på 6,6 procent.

## Fisk
Vid provfiske har följande fisk fångats i sjön:
- Abborre
- Braxen
- Gädda
- Karpfisk obestämd
- Mört
- Sutare